# Brontypena pellocrossa
Brontypena pellocrossa là một loài bướm đêm trong họ Noctuidae.